# Juana Francisca Rubio
Juana Francisca Rubio García (Paquita) (* 27. Dezember 1911 in Madrid; † 28. Januar 2008 ebenda) war eine spanische Sozialistin, Feministin, Malerin und Illustratorin. Sie erlangte Bekanntheit als Illustratorin von antifaschistischen Plakaten während des Spanischen Bürgerkriegs.

## Leben
1935 hatte Rubio erste Ausstellungen in Madrid und Paris. Im Bürgerkrieg ab 1936 arbeitete sie in Madrid, in den Werkstätten La Gallofa der Juventudes Socialistas Unificadas (JSU). Dabei handelte es sich um die Jugendorganisation des Partido Comunista de España (PCE) und des Partido Socialista Obrero Español (PSOE). Die Werkstätten wurden von ihrem Mann geleitet, dem Maler José Bardasano Baos. Sie war eine von nur zwei Frauen, die als Plakatmalerin tätig war. Daneben war sie in feministischen Organisationen aktiv, wie Asociación de Mujeres Antifascistas und Union de Muchachas. Dort traf sie auf gleichgesinnte Künstlerinnen, wie Manuela Ballester. In ihren Werken aus dieser Zeit thematisiert sie oftmals die Rolle der Frau während des Krieges. 1937 war sie mit dem Bild Mujer abrazando a un soldado muerto im spanischen Pavillon auf der Weltausstellung in Paris vertreten.
Als Madrid 1939 von den Franquisten besetzt wurde, flüchtete Rubio mit ihrer dreijährigen Tochter Maruja nach Frankreich. Ihr Zug wurde bombardiert, weshalb sie die Flucht über die Pyrenäen zu Fuß fortsetzen mussten. In Frankreich wurden beide kurzzeitig in einem Internierungslager für spanische Republikaner in Arras inhaftiert. Freundschaften aus früheren Aufenthalten in Frankreich halfen ihr dabei das Lager zu verlassen und auch ihren Mann aus dem Internierungslager Argelès-sur-Mer zu befreien. Anschließend gelang der Familie im Mai 1939 auf der Sinaia die Überfahrt nach Mexiko. Dort lebte sie in Mexiko-Stadt. In den folgenden Jahren widmete sie sich u. a. der Illustration von Kinderbüchern und dem Design von Kosmetikprodukten der Marke Sara Glein. Daneben entwarf sie Plakate für die Exil-Regierung der spanischen Republik. Auch als Malerin war sie weiterhin tätig. 1949 wurden ihre Bilder im Círculo de Bellas Artes de México ausgestellt.
1960 kehrte Rubio mit ihrer Familie nach Spanien zurück. 1961 und 1964 gewann sie Medaillen beim Pariser Herbstsalon. Nach dem Tod ihres Mannes 1979 zog sie sich ins Privatleben zurück. 2004 wurden ihre Plakate aus dem Bürgerkrieg noch einmal im Círculo de Bellas Artes in Madrid ausgestellt. Juana Francisca Rubio starb 2008 im Alter von 96 Jahren.